# ОФК „Карнобат“
ОФК Карнобат е български футболен клуб от едноименния град. Участва в Югоизточната Трета лига. Провежда домакинските си срещи на Градски стадион, гр. Карнобат. Клубните цветове са червено и черно.   

## История
Kарнобат записва дебютно участие във В група през сезон 1959/60. До 2015 г. клубът има общо 26 сезона, в които е бил част от третото ниво на родния футбол.
Треньор на юношеската формация на отбора през периода 1972-1974 е бил Васил Русев Вълчев.